# Fußball-Verbandspokal 2022/23 (Frauen)
Über den Fußball-Verbandspokal 2022/23 werden die Teilnehmer der 21 Landesverbände des DFB am DFB-Pokal der Frauen 2023/24 ermittelt. Die Sieger der Verbandspokale sind zur Teilnahme an der ersten Runde des DFB-Pokals berechtigt. Zweite und dritte Mannschaften dürfen nicht am DFB-Pokal teilnehmen. Sollte ein Aufsteiger in die 2. Bundesliga den Verbandspokal gewonnen haben, rückt der unterlegene Finalist nach.

## Endspielergebnisse
Die Tabelle gibt eine Übersicht über die Verbandspokal-Endspiele der Saison 2022/23. Die Mannschaft, die sich für den DFB-Pokal qualifiziert hat, ist fett dargestellt. Die Abkürzungen hinter den Vereinsnamen stehen für die Spielklassenzuordnung der gleichen Saison: RL = Regionalliga; OL = Oberliga; VL = Verbandsliga; LL = Landesliga; BezL = Bezirksliga. Die folgende römische Zahl gibt die Ligenebene an. Bei der drittklassigen Regionalliga wird darauf verzichtet.
| Verband / Pokal                           | Termin    | Sieger                             | Ergebnis            | Finalist                        | Ort                       | Stadion                     |
| ----------------------------------------- | --------- | ---------------------------------- | ------------------- | ------------------------------- | ------------------------- | --------------------------- |
| Baden Sport-Lines Pokal der Frauen        | 18. Mai   | Karlsruher SC (RL)                 | 1:0                 | TSV Neckarau (OL / IV)          | Forst (Baden)             | Waldseestadion              |
| Bayern BFV-Verbandspokal                  | 10. Juni  | FFC Wacker München (RL)            | 3:0                 | Würzburger Kickers (VL / IV)    | Würzburg                  | Sportpark Heuchelhof        |
| Berlin Polytan-Pokal                      | 30. April | FC Viktoria 1889 Berlin (RL)       | 2:0                 | SFC Stern 1900 (RL)             | Berlin                    | Volksparkstadion Mariendorf |
| Brandenburg AOK-Landespokal               | 18. Mai   | SV Grün-Weiss Brieselang (VL / IV) | 1:0 n. V.           | BSG Stahl Brandenburg (VL / IV) | Ludwigsfelde              | Waldstadion                 |
| Bremen Lotto-Pokal der Frauen             | 2. Juni   | ATS Buntentor (RL)                 | 4:1                 | TuS Schwachhausen (VL, IV)      | Bremen                    | Marko-Mock-Arena            |
| Hamburg Lotto-Pokal der Frauen            | 29. Mai   | FC St. Pauli (RL)                  | 6:1                 | FC Union Tornesch (OL)          | Hamburg                   | Stadion Hoheluft            |
| Hessen Hessenpokal                        | 18. Juni  | TSV Jahn Calden (RL)               | 4:0                 | SC Dortelweil (OL)              | Lorsch                    | Rasenplatz Am Birkengarten  |
| Mecklenburg-Vorpommern Polytan-Cup        | 14. Mai   | Rostocker FC (RL)                  | 2:1                 | HSG Warnemünde (VL, IV)         | Grimmen                   | Stadion im Sportforum       |
| Mittelrhein Ford-Pokal                    | 8. Juni   | SC Fortuna Köln (RL)               | 2:0                 | SC West Köln (LL)               | Düren–Arnoldsweiler       | Bertram-Möthrath-Stadion    |
| Niederrhein ARAG-Niederrheinpokal         | 18. Mai   | Borussia Bocholt (RL)              | 4:1                 | VfR Warbeyen (RL)               | Kleve                     | Eroglu-Arena                |
| Niedersachsen AOK NFV Pokal               | 4. Juni   | TSV Barmke (RL)                    | 3:1                 | Eintracht Braunschweig (OL/IV)  | Barsinghausen             | August-Wenzel-Stadion       |
| Rheinland Rheinlandpokal                  | 17. Juni  | 1. FFC Montabaur (RL)              | 1:0                 | TuS Issel (RL)                  | Höhr-Grenzhausen          | Am Flürchen, Höhr           |
| Saarland Wasgau C+C Frauen Saarland-Pokal | 18. Mai   | SV Elversberg (RL)                 | 2:1                 | 1. FC Riegelsberg (RL)          | Lebach                    | Schlesierallee              |
| Sachsen Sachsenpokal (2022/23)            | 1. Mai    | RasenBallsport Leipzig II (RL)     | 2:0                 | Chemnitzer FC (LL)              | Oelsnitz/Vogtl.           | Elstertalstadion            |
| Sachsen-Anhalt Polytan FSA-Pokal          | 1. Mai    | Magdeburger FFC (RL)               | 10:0                | SG Dabrun-Jessen (LL / IV)      | Bernburg (Saale)          | Stadion Bernburg            |
| Schleswig-Holstein SHFV-Lotto-Pokal       | 17. Mai   | Holstein Kiel (RL)                 | 6:0                 | TSV Vineta Audorf (LL / V)      | Büdelsdorf                | Eiderstadion                |
| Südbaden SBFV-Verbandspokal               | 29. Mai   | Hegauer FV (OL)                    | 2:1                 | SV Gottenheim (VL)              | Gottenheim                | Sportplatz Gottenheim       |
| Südwest Frauen-Verbandspokal Südwest      | 11. Juni  | TSV Schott Mainz (RL)              | 2:0                 | 1. FFC 08 Niederkirchen (RL)    | Kirn                      | Sportzentrum Loh            |
| Thüringen Thüringenpokal                  | 2. Juni   | FC Carl Zeiss Jena II (RL)         | 1:1 n. V. 7:6 i. E. | 1. FFV Erfurt (RL)              | Erfurt                    | Sportforum Johannesplatz    |
| Westfalen Westfalenpokal                  | 8. Juni   | Arminia Bielefeld (RL)             | 4:0                 | VfL Bochum (RL)                 | Bielefeld                 | EDImedienArena              |
| Württemberg Sport-Lines wfv-Pokal         | 18. Mai   | SV Hegnach (RL)                    | 2:0                 | SV Alberweiler II (LL / V)      | Schemmerhofen–Alberweiler | Hauptspielfeld Alberweiler  |